# 山本有紗
内藤有紗（ないとう ありさ、1997年2月27日 - ）は、日本のグラビアアイドル。東京都出身。

## 経歴・人物
2018年にデビュー。現在は撮影会を中心に活動するが、これからの夢はテレビに出演することだという。
中学時代はバスケットボールに打ち込んでいた。
2020年12月1日、自身のTwitter（現・X）にて、同年11月30日をもってケイエイチプロモーションを退所したことを報告した。
2021年6月1日、自身のTwitter（現・X）にて、同年5月30日をもって芸名を「山本有紗」から「内藤有紗」に改名したことを報告した。

## 作品

### DVD
- Lip Hip（2018年4月27日、スパイスビジュアル）
- あこがれ（2018年7月20日、竹書房）
- 小麦色のアリー （2018年10月20日、ラインコミュニケーションズ）
- 小麦色のマーメイド（2019年1月25日、スパイスビジュアル）
- 有紗（2020年2月21日、竹書房）

### OVA
- 終末のハーレムVR（2019年3月4日、スパーチュアス） - 龍造寺朱音のモーションアクター[7]

### デジタル写真集
- 『恋かしら…』　山本有紗 (ラビリンス)（2018年6月25日、 Asian Beauty、撮影：細井智燿）
- 『スラっと伸びる脚線美』　山本有紗 (ラビリンス)（2018年7月24日、 Asian Beauty、撮影：細井智燿）
- 『魅せられて…』　山本有紗 (ラビリンス)（2018年7月30日、 Asian Beauty、撮影：細井智燿）
- 山本有紗「小麦色のアリー」（2019年3月8日、 ラインコミュニケーションズ）
- 『濃厚ボディー』　山本有紗 (ラビリンス)（2019年6月4日、 Asian Beauty、撮影：細井智燿）
- 『美尻　憧れの筋肉美女と…』　山本有紗 (ラビリンス)（2019年6月18日、 Asian Beauty、撮影：細井智燿）
- 渋谷JK 山本有紗 写真集（2019年7月15日、 Asian Beauty、撮影：細井智燿）
- 『今夜、貴方となら…』　山本有紗 (ラビリンス)（2019年7月17日、 Asian Beauty、撮影：細井智燿）
- 私のとりこ　山本有紗　写真集 美女伝説（2019年7月18日、 Asian Beauty、撮影：細井智燿）
- 山本有紗「ほほえみ美尻」写真集（2019年8月11日）
- 山本有紗「有紗の誘惑」写真集 IDOL LEGEND（2019年12月13日、Asian Beauty）
- 山本有紗　写真集「The Best OMOTENASHI」 IDOL LEGEND（2020年3月1日、Asian Beauty）
- 山本有紗　写真集「SEXY DANCE」 IDOL BOOK（2020年4月3日、Asian Beauty）
- 山本有紗　写真集「眠れない夜」 (IDOL LEGEND)（2020年6月19日、 Asian Beauty、撮影：細井智燿）
- ビキニ☆ガールズ! 083 山本有紗: ビキニアイドル100%総天然色 SUPER BIKINI QUEENS COLLECTION (クイーンズコレクション)（2021年2月7日）
- ビキニ☆ガールズ! 089 山本有紗vol.2: ビキニアイドル100%総天然色 SUPER BIKINI QUEENS COLLECTION (クイーンズコレクション) （2021年2月13日）
- グラビアポーズ360° No.001 山本有紗: 360°全方位SEXYポーズ集 GRAVURE POSE BOOK 360° （2021年2月16日）
- グラビアポーズ360° No.002 山本有紗vol.2: 360°全方位SEXYポーズ集 GRAVURE POSE BOOK 360° (グラビアボーズ360°)（2021年2月24日）
- 山本有紗　写真集「fairy」 (Sweet Angle)（2021年9月26日）
- 山本有紗 写真集「デキる先輩のレッスン」 (BEST SHOT BOOKS)（2021年10月17日）
- 山本有紗　写真集「砂浜の天使」 (Sweet Angle)（2021年10月18日）
- 山本有紗 写真集「あぶない夜、イイ女」 (BEST SHOT BOOKS)（2021年11月4日）
- 山本有紗 写真集「熱帯夜」 (BEST SHOT BOOKS)（2022年1月8日）
- 山本有紗 写真集「一緒にどう？」 (BEST SHOT BOOKS)（2022年1月18日）
- 山本有紗 写真集「愛人との新生活」 (BEST SHOT BOOKS)（2022年1月25日）
- 山本有紗 写真集「君だけを見てる」 (BEST SHOT BOOKS)（2022年6月17日）
- 山本有紗 写真集「火照った肌のさまし方」 (BEST SHOT BOOKS)（2022年6月28日）
- 内藤有紗　私服と温泉浴衣の中身（2021年10月15日、グラビア学園）
- 内藤有紗　レオタードと私服の中身（2021年10月15日、グラビア学園）
- 内藤有紗　メイド服と三角ビキニ（2021年10月15日、グラビア学園）
- 内藤有紗　自撮り写真集（2021年10月22日、グラビア学園）
- 山本有紗 写真集「Best Memories」 (BEST SHOT BOOKS)（2023年7月1日）
- ビキニ☆ガールズ! No.252 山本有紗 特別編: スーパー ビキニ クイーンズ コレクション 絶対ビキニ宣言 (QUEENS COLLECTION)（2023年11月26日）